# SS Storstad
La Storstad era una nave cargo a vapore costruita nel 1910 dalla Armstrong, Whitworth & Co Ltd di Newcastle per conto della A.F. Klaveness & Co di Sandefjord, Norvegia. Venne impiegata principalmente come nave da trasporto di minerali e carbone durante tutta la sua carriera. Nel maggio 1914 speronò accidentalmente ed affondò il transatlantico RMS Empress of Ireland, uccidendo oltre 1.000 persone.

## Progettazione e costruzione
La Storstad venne assemblata nel cantiere navale della Armstrong, Whitworth & Co Low Walker di Newcastle e varata il 4 ottobre 1910 (numero di cantiere 824). Durante il varo, la nave colpì il piroscafo SS Dardania, che passava lì vicino, proveniente da Trieste, subendo danni alla poppa. Dopo il completamento delle prove in mare, durante le quali la nave fu in grado di raggiungere una velocità di 13,0 nodi (15,0 mph; 24,1 km/h), la Storstad venne consegnata ai suoi proprietari e messa in servizio nel gennaio 1911. Per gestirla meglio la compagnia armatrice la trasferì a una società separata, l'Aktieselskabet "Maritim", di proprietà di AF Klaveness.
La nave venne costruita secondo il principio di intelaiatura longitudinale istituito da Joseph Isherwood e al momento del suo varo era la più grande nave ad essere stata costruita in questa maniera. Venne progettata specificamente per il trasporto di carbone e minerale di ferro, ed era dotata di stive molto grandi, con 10 potenti argani installati per lo scarico rapido del carico. Una volta completata, la nave era lunga 440,0 piedi (134,1 m) tra le perpendicolari e 58,1 piedi (17,7 m) al traverso, un pescaggio medio di 24 piedi e 6 pollici (7,47 m). La Storstad era valutata a 6.028 GRT (Gross Register Tonnage), 3.561 NRT e aveva una stazza lorda di circa 10.650. La nave aveva uno scafo in acciaio e un singolo motore a vapore a tripla espansione da 447 cavalli vapore, con cilindri da 28 +1/2 pollici (72 cm), 47 pollici (120 cm) e 78 pollici (200 cm) di diametro con una corsa di 54 pollici (140 cm), che azionavano un'elica a vite singola e spostavano la nave fino a 13,0 nodi (15,0 mph; 24,1 km/h).

## Cronologia operativa
Dopo la consegna, la Storstad partì il 31 gennaio 1911 per il suo viaggio inaugurale da Newcastle per Narvik, arrivandovi il 4 febbraio. La nave caricò 9.609 tonnellate di minerale di ferro e salpò per Filadelfia l'11 febbraio, raggiungendola il 7 marzo. All'epoca, questo fu il più grande carico di minerale di ferro scaricato a Filadelfia da una singola nave. Il cargo proseguì quindi per Jacksonville, dove caricò 6.500 tonnellate di roccia fosfatica il 17 marzo, quindi continuò per Savannah, caricò 8.071 balle di cotone e partì per Amburgo il 28 marzo. Al ritorno dall'Europa il 20 maggio 1911 la nave venne noleggiata per trasportare del minerale di ferro e carbone da Wabana e North Sydney a Montreal e altri porti lungo il fiume San Lorenzo fino alla fine della stagione di navigazione a fine novembre.
Nel novembre 1911 fu noleggiata per un viaggio in Sud America dalla Barber Line. La Storstad lasciò New York il 3 dicembre 1911 e arrivò a Buenos Aires il 30 dicembre, dopo una sosta a Montevideo. Quindi proseguì per Rosario e da lì salpò per tornare a New York. All'arrivo, la nave fu noleggiata dalla Lamport & Holt Line per un viaggio a Manchester. La Storstad caricò merci varie (tra cui 1.900 balle di cotone) e alcune scorte alimentari (tra cui olio di semi di cotone, strutto e pancetta) e lasciò New York il 21 aprile 1912. La nave giunse a Liverpool il 4 maggio e dopo aver scaricato il suo carico, salpò di nuovo per il Nord America per riprendere il suo commercio di minerale di ferro e carbone in Canada.
Dopo la fine della stagione di navigazione nel dicembre 1912, la Storstad fu noleggiata dalla Gans Steamship Line e salpò per Tampa Bay, caricò 3.213 tonnellate di ciottoli di fosfato e poi salpò per Port Eads, arrivandovi il 20 dicembre. La nave caricò altro carico e poi salpò per Anversa, arrivando lì il 22 gennaio 1913. Durante il suo viaggio la Storstad incontrò del maltempo e arrivò in porto con danni ai suoi ponti, tra cui una parte del carico in coperta trascinata in mare, assieme ad alcune attrezzature e coperture. Anche la stiva n. 5 si era riempita d'acqua. La nave arrivò a Filadelfia il 28 febbraio con minerale di ferro da Narvik e dopo lo scarico continuò per la Florida. La Storstad caricò 5.600 tonnellate di ciottoli di fosfato il 19 marzo a Boca Grande, poi proseguì per Galveston, dove caricò 13.097 balle di cotone e partì per Amburgo il 25 marzo. Dopo aver terminato il suo noleggio per conto delle compagnie europee, la nave tornò al suo solito commercio canadese nel maggio 1913.
Dopo aver adempiuto ai suoi obblighi estivi, la Storstad arrivò a Norfolk il 20 dicembre 1913 per caricare un carico di grano diretto in Italia. La nave partì il 26 dicembre per Genova, raggiunta il 16 gennaio 1914. Nel suo viaggio di ritorno, la nave passò per Roses e Lisbona, arrivando a Filadelfia il 5 marzo con un carico di sughero.
Dopo lo scarico, la Storstad salpò per Norfolk, dove caricò 9.700 tonnellate di carbone più 1.100 tonnellate di bunker, partendo per Venezia il 20 marzo. La nave arrivò in Italia il 10 aprile, e dopo la messa a terra del suo carico partì per North Sydney, arrivandovi il 12 maggio 1914. La nave fu noleggiata dalla Dominion Coal Company per trasportare carbone tra North Sydney e Montreal per tutta la durata della stagione di navigazione estiva.

### Collisione con l'RMSEmpress of Ireland

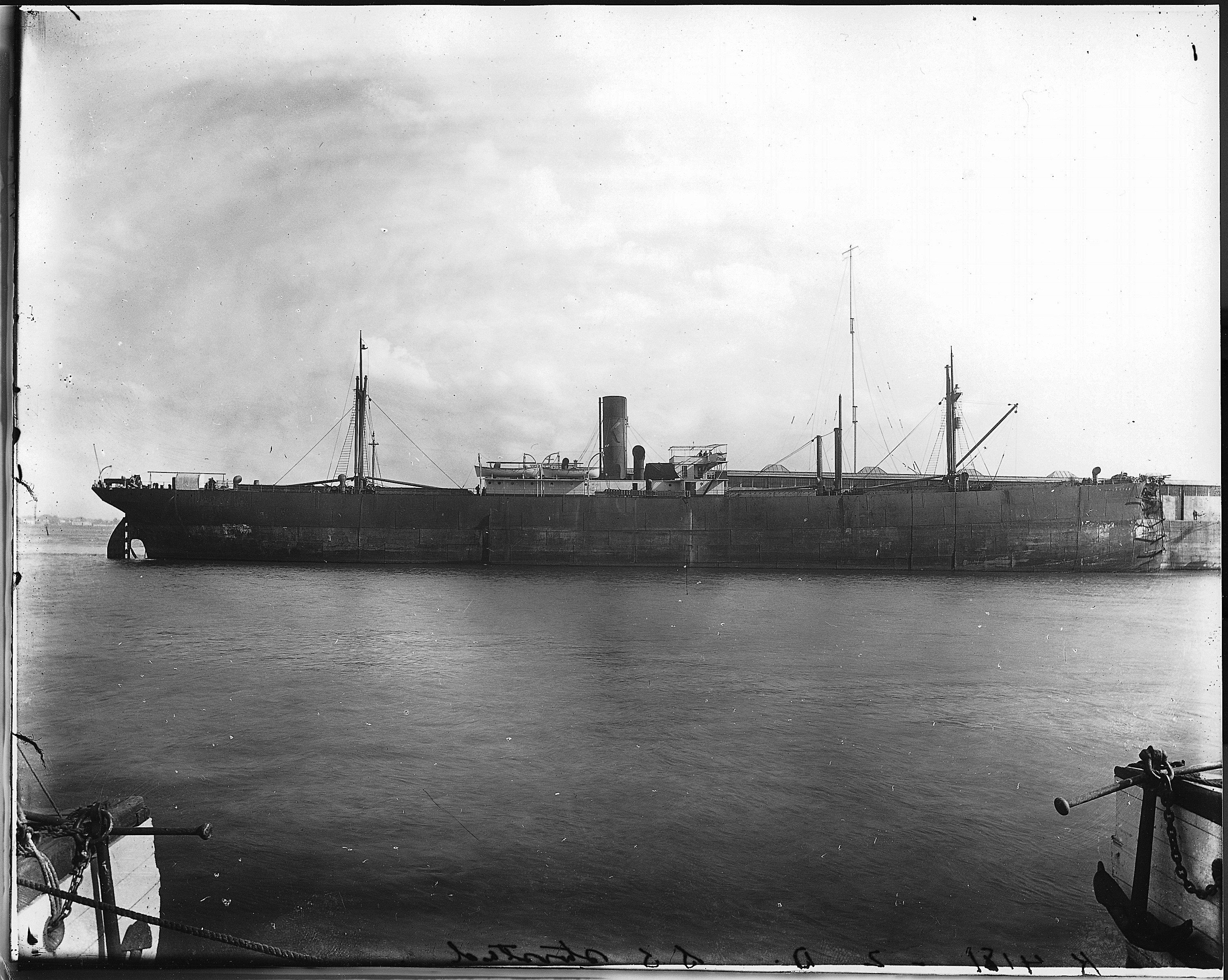
La Storstad attraccò a Montreal dopo essere entrata in collisione con la Empress of Ireland.

Alle 16:27 del 28 maggio 1914 l'RMS Empress of Ireland, comandata dal capitano Henry Kendall, partì da Quebec con 1.057 passeggeri e 420 membri dell'equipaggio a bordo, diretti a Liverpool. Verso le 01:30 del 29 maggio, il transatlantico, trovandosi appena a valle di Rimouski, si avvicinò alla riva per scaricare il suo pilota nei pressi di Father Point e continuò a scendere lungo il fiume San Lorenzo. Nello stesso momento la Storstad, salpata da North Sydney e diretta verso Quebec con un carico di circa 10.400 tonnellate di carbone il 26 maggio, era a breve distanza lungo il fiume diretto a prendere il pilota. Verso l'01:38 una vedetta sull'Empress osservò una nave a dritta a circa sei miglia a est. Il capitano Kendall ordinò di modificare leggermente la rotta per superare la nave in arrivo da dritta a dritta ma, mentre la rotta veniva cambiata, si formò una fitta nebbia, così al transatlantico fu ordinato di invertire la rotta e vennero emessi tre brevi fischi per indicare la manovra da eseguire. Il cargo, con il primo ufficiale Alfred Toftenes in servizio, rispose con un lungo fischio che sembrava provenire dal lato di dritta.

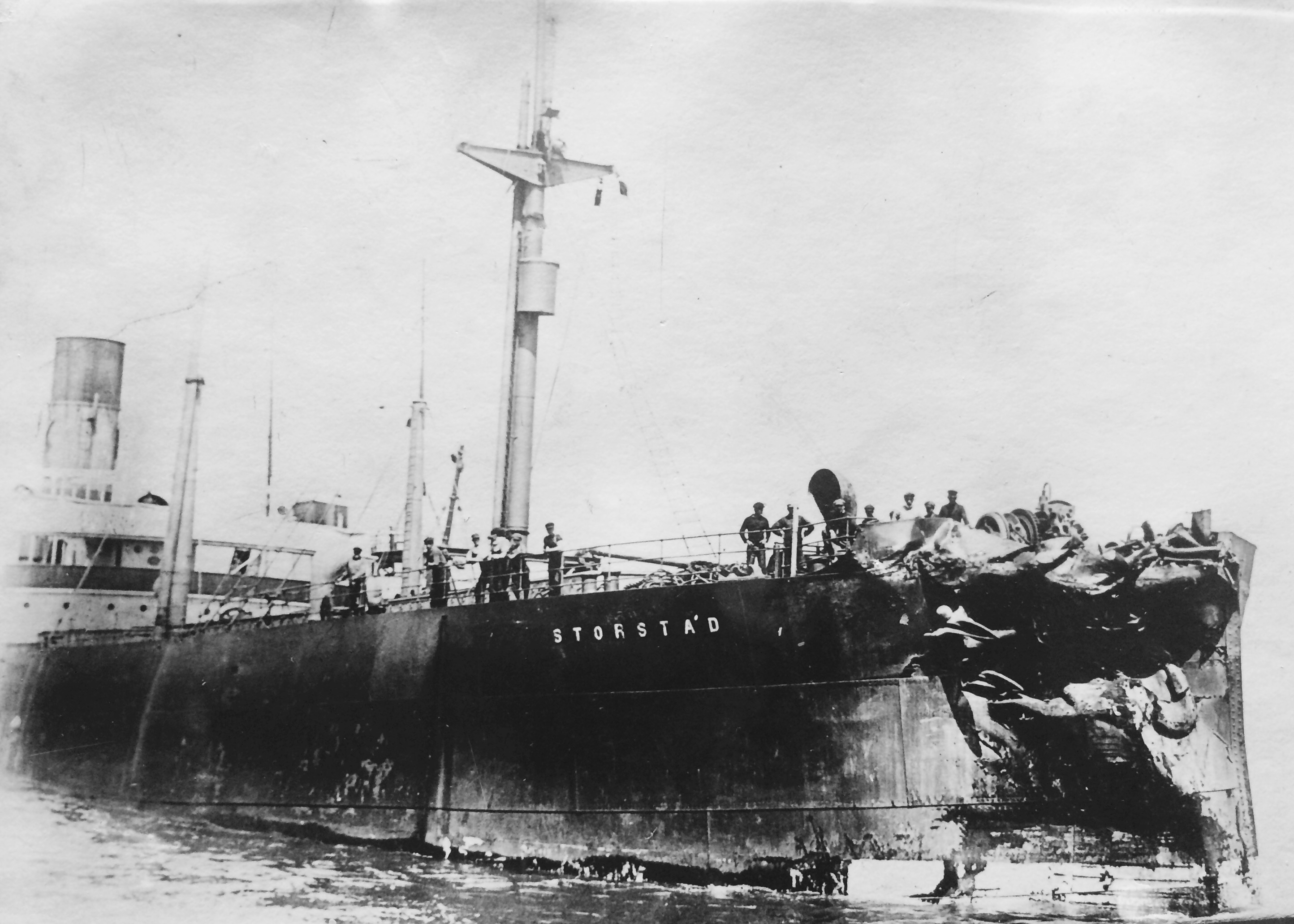
I danni subiti dalla Storstad nella collisione.

Kendall ordinò ai motori del transatlantico di impostare il comando Full Stop ("macchine ferme") e diede altri due fischi, informando la nave in arrivo che l'Empress of Ireland era ferma in acqua; la Storstad rispose di nuovo con un fischio prolungato. L'equipaggio di guardia sulla Storstad inizialmente osservò la luce verde del transatlantico sul lato di sinistra e pensò che avrebbe continuato a mantenere la rotta e avrebbe li avrebbe superati "verde-verde". Tuttavia, mentre il transatlantico si avvicinava, l'equipaggio del cargo vide le luci muoversi come se la nave in arrivo stesse eseguendo una manovra per cambiare rotta. Toftenes pensò che la nave in arrivo stesse invece cercando di superarli "rosso-rosso", e ordinò un leggero cambio di rotta a sinistra e spense i motori. Temendo che la corrente avrebbe trascinato la sua nave sulla rotta del transatlantico, ordinò subito di riavviare i motori. Tuttavia, era troppo tardi e intorno alle 01:55, l'equipaggio della nave da crociera vide improvvisamente la Storstad apparire dalla nebbia, diretta verso di loro.
Alle 01:56, le navi entrarono in collisione a un angolo di circa 40°, con la ben più robusta Storstad che aprì uno squarcio di circa 16 piedi (4,9 metri) sul lato di dritta del transatlantico, tra i suoi fumaioli. Il capitano Kendall, sperando di sfruttare il cargo come tappo, ordinò al suo equipaggio tramite megafono di continuare a procedere a tutta velocità, ma a causa del suo slancio in avanti e della forte corrente, l'Empress continuò ad avanzare lentamente, mentre la Storstad andava alla deriva lateralmente e all'indietro, allontanando le navi e consentendo all'acqua di allagare il transatlantico a una velocità di 60 mila galloni al secondo. Senza il tempo di chiudere le porte stagne e con molti dei suoi oblò lasciati aperti (in aggiunta a ciò la prua della nave da carico aveva colpito un punto in mezzo a due paratie stagne), l'Empress of Ireland si capovolse e affondò nel letto del fiume in quattordici minuti, trascinando con sé 1.012 persone.
A causa della rapidità dell'affondamento, solo sette scialuppe di salvataggio furono calate dal transatlantico. La Storstad rimase lì e aiutò i sopravvissuti, calando le sue scialuppe e tirando fuori 485 persone dalle acque ghiacciate del fiume. Venti di loro morirono in seguito per ipotermia a bordo del mercantile. Un altro piroscafo, la SS Lady Evelyn, arrivò più tardi per aiutare nel salvataggio e portò i sopravvissuti a Rimouski. La Storstad ebbe la prua fracassata e contorta, ma riuscì comunque a spostarsi nel porto di Montreal, dove fu trattenuta.
La Canadian Pacific Railway, proprietaria dell'Empress of Ireland, intentò una causa per danni da 2.000.000 di dollari contro AF Klaveness & Co, proprietaria della Storstad. AF Klaveness non riuscì a pagare i 2.000.000 di dollari, con il risultato che il cargo stesso venne assegnata alla CPR come risarcimento. La CPR vendette la Storstad alla Prudential Trust, una compagnia assicurativa che agiva per conto di AF Klaveness & Co., per 175.000 dollari.

## Affondamento
L'8 marzo 1917, durante la prima guerra mondiale, la Storstad venne affondata nell'Oceano Atlantico a 45 miglia nautiche (83 km) a sud-ovest dello scoglio di Fastnet (51°20′N 11°50′W) dall'SM U-62 della Marina imperiale tedesca. Tre membri dell'equipaggio persero la vita.